# Stevan Todorović
Stevan Todorović (en serbe cyrillique : Стеван Тодоровић ; né le 13 avril 1832 à Novi Sad et mort le 22 mai 1925 à Belgrade), ou Steva Todorović est un peintre serbe. Au cours de sa carrière, il a évolué de la peinture Biedermeier au réalisme en passant par le romantisme. Il a été membre de l'Académie serbe des sciences et des arts.
Son œuvre comprend notamment des portraits, des peintures religieuses et des peintures historiques.

## Œuvres
Portraits

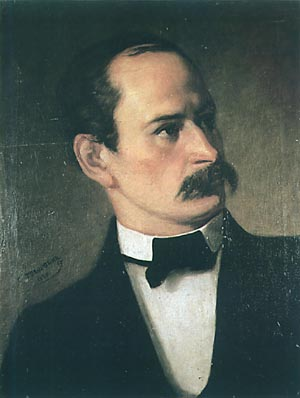
Portrait de Đuro Daničić
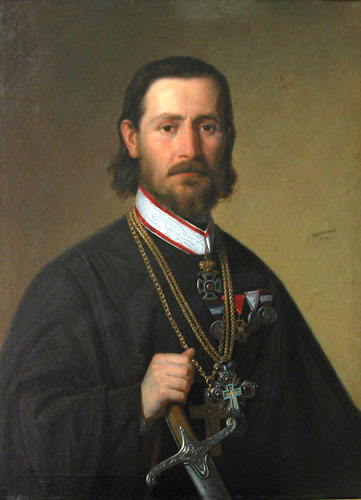
Portrait de Nićifor Dučić, 1874, collection de l'Académie serbe des sciences et des arts
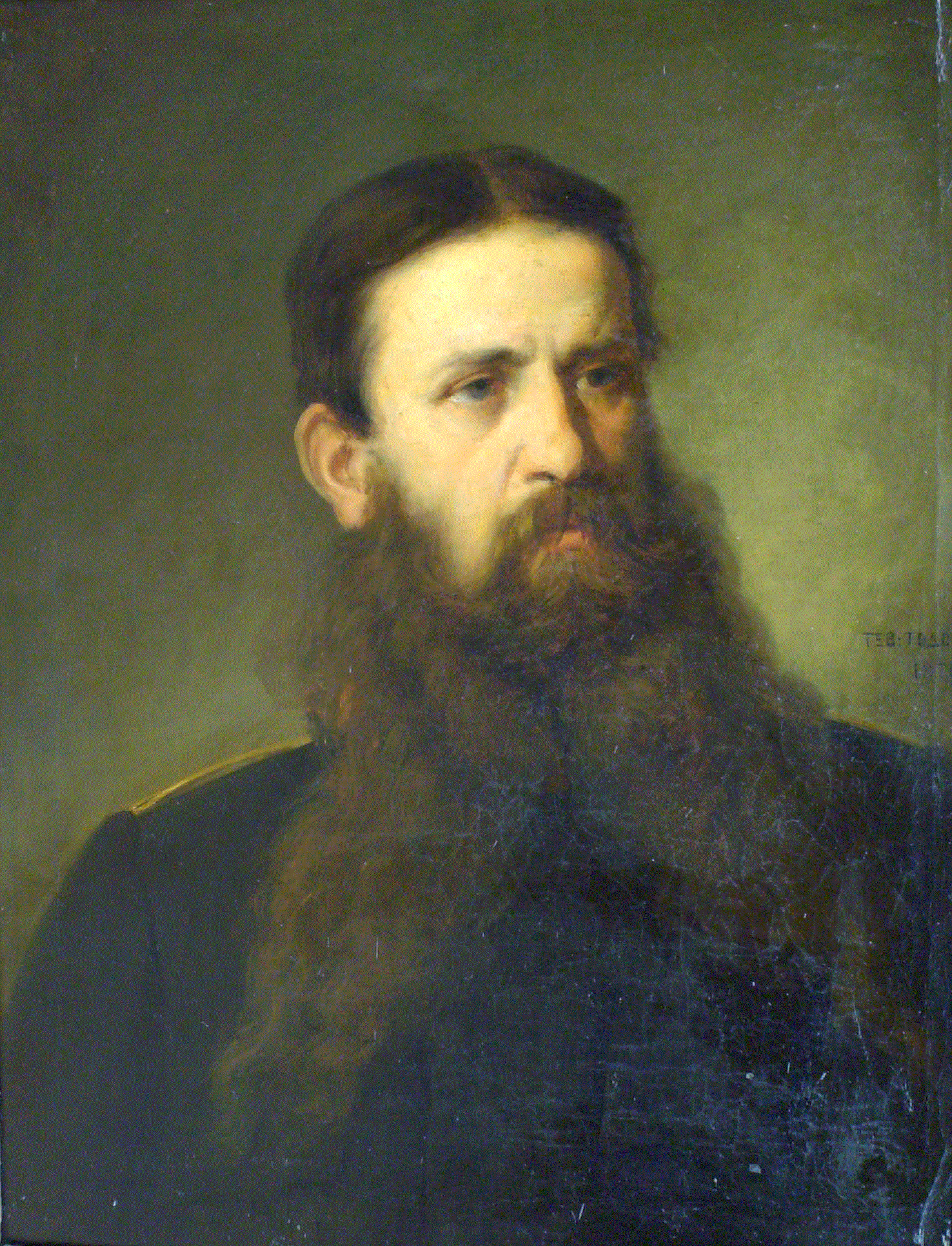
Portrait du général Đura Horvatović, 1876, Musée national de Belgrade
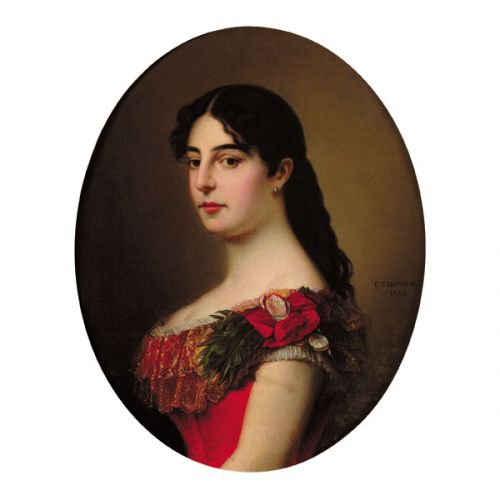
Portrait de la reine Nathalie de Serbie, 1883

Compositions historiques

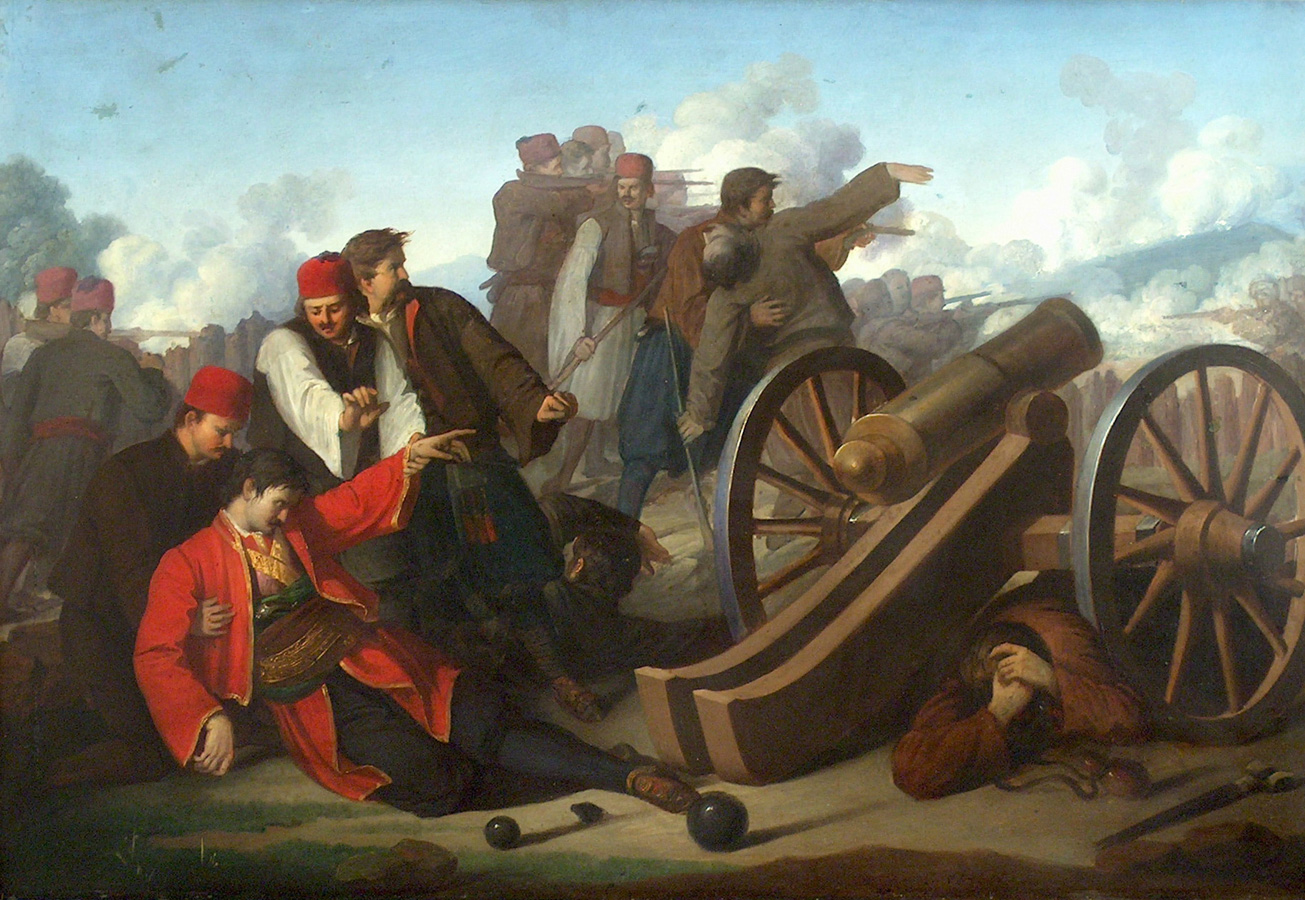
La mort de Hajduk Veljko, 1850, Musée national de Belgrade
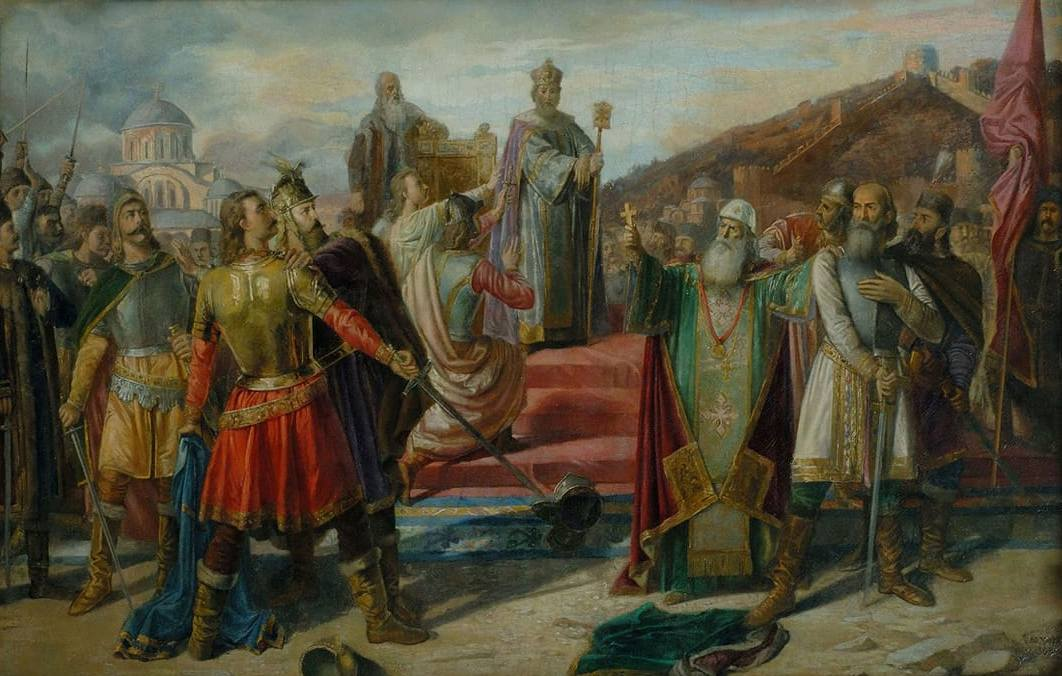
Le conseil avant la bataille de Kosovo Polje, 1899

Œuvres religieuses

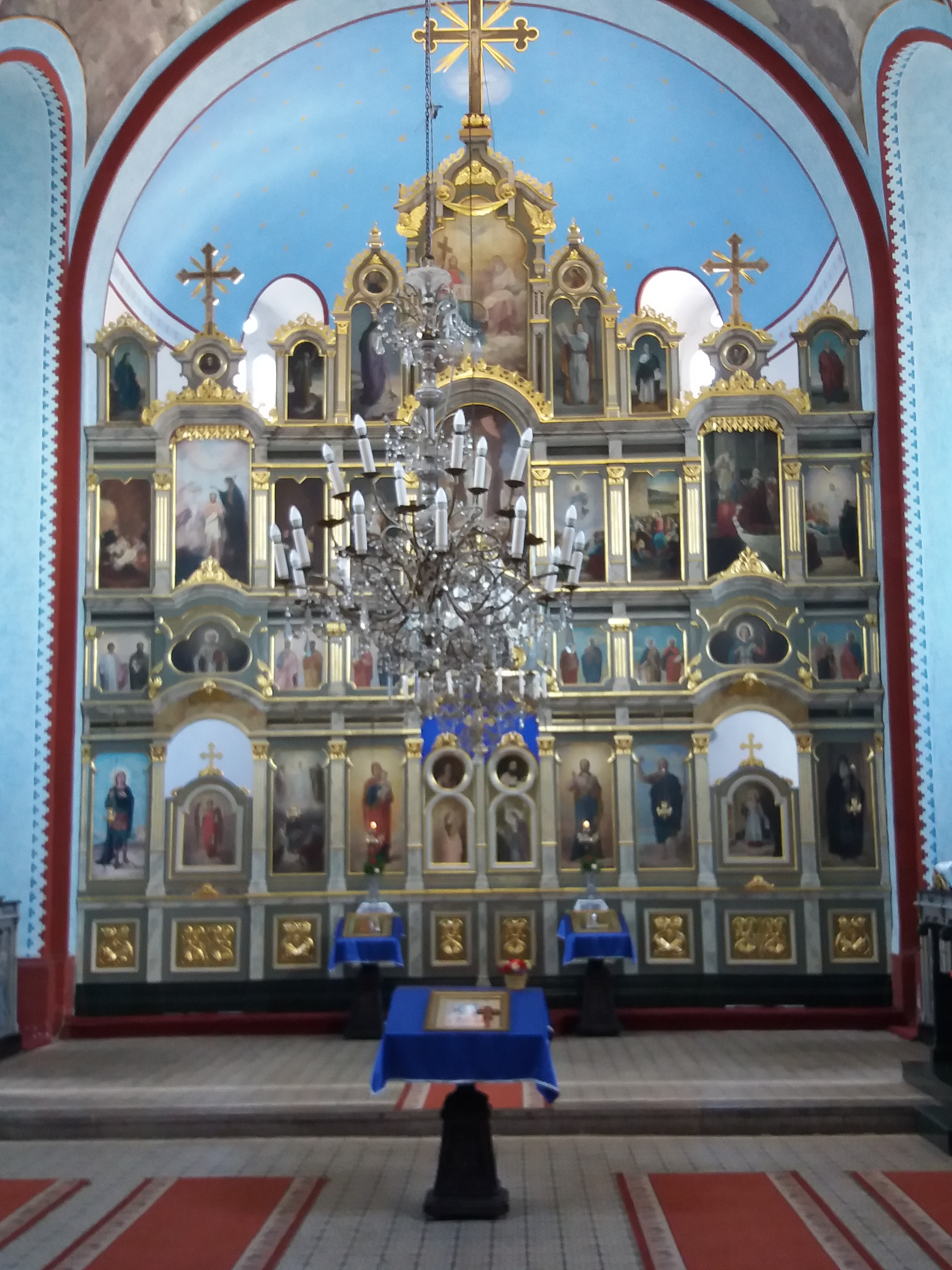
L'iconostase de l'église de la Transfiguration de Smederevska Palanka

- 1871 : l'iconostase de l'église de la Nativité-de-la-Mère-de-Dieu de Bogatić[3] ;
- 1874 : l'iconostase de l'Église Saint-Pierre-et-Saint-Paul de Topčider, à Belgrade ; en collaboration avec Nikola Marković[4],[5] ;
- 1881 : l'iconostase de l'église de l'Ascension de Belgrade[6] ;
- travail en collaboration sur les fresques de l'église de la Sainte-Trinité de Negotin[7] ;
- 1855 : l'iconostase de l'église Saint-Nicolas d'Opovo[8] ;
- 1876-1876 : l'iconostase de l'église de l'Annonciation d'Idvor[9] ;
- fresques et icônes pour l'église de la Transfiguration de Smederevska Palanka[10] ;
- icône pour l'iconostase de l'église de la Transfiguration de Žabare[11] ;